# Račice (district de Třebíč)
Pour les articles homonymes, voir Račice (homonymie).
Račice (en allemand : Ratschitz) est une commune du district de Třebíč, dans la région de Vysočina, en République tchèque. Sa population s'élevait à 91 habitants en 2024.

## Géographie
Račice se trouve à 2,6 km à l'ouest du centre de Hrotovice, à 16 km au sud-sud-est de Třebíč, à 45 km au sud-est de Jihlava et à 159 km au sud-est de Prague.
La commune est limitée par Odunec au nord, par Hrotovice à l'est, par Krhov au sud, et par Myslibořice au sud-ouest et par Zárubice au nord-ouest.

## Histoire
La première mention écrite de la localité date de 1255.

## Transports
Par la route, Račice se trouve à 3 km de Hrotovice, à 19 km de Třebíč, à 57,5 km de Jihlava et à 193 km de Prague.